# Herdis Maria Siegert
Herdis Maria Siegert (17. dubna 1955, Færder – 7. prosince 2012) byla norská fotografka.

## Životopis
Bydlela na ostrově Tjøme ve Vestfoldu. Od sedmdesátých let působila jako umělkyně. V roce 2003 získala fotografickou cenu. V roce 2007 měla velkou výstavu v Haugar Vestfold Kunstmuseu v Tønsbergu. Řadí se mezi studenty Technické univerzity v Sogne podobně jako Børge Kalvig, Morten Krogvold nebo Bjørn Winsnes.